# Алатри
Алатри (итал. Alatri) град је у средишњој Италији. Алатри је трећи по величини и значају град округа Фросиноне у оквиру италијанске покрајине Лацио.

## Природне одлике
Алатри налази се у средишњем делу Италије, 100 км источно од Рима, седишта покрајине. Град се налази на долинкој области Ћоћарија, смештеном унутар ланца Апенина. Стари део града смештен на брду изнад долине, на 500 m надморске висине.

## Географија
| Клима (Алатри)           | Клима (Алатри) | Клима (Алатри) | Клима (Алатри) | Клима (Алатри) | Клима (Алатри) | Клима (Алатри) | Клима (Алатри) | Клима (Алатри) | Клима (Алатри) | Клима (Алатри) | Клима (Алатри) | Клима (Алатри) | Клима (Алатри) |
| Показатељ \ Месец        | .Јан.          | .Феб.          | .Мар.          | .Апр.          | .Мај.          | .Јун.          | .Јул.          | .Авг.          | .Сеп.          | .Окт.          | .Нов.          | .Дец.          | .Год.          |
| ------------------------ | -------------- | -------------- | -------------- | -------------- | -------------- | -------------- | -------------- | -------------- | -------------- | -------------- | -------------- | -------------- | -------------- |
| Средњи максимум, °C (°F) | 9,1 (48,4)     | 10,4 (50,7)    | 13,2 (55,8)    | 16,7 (62,1)    | 20,8 (69,4)    | 24,8 (76,6)    | 28,7 (83,7)    | 29,2 (84,6)    | 24,9 (76,8)    | 19,1 (66,4)    | 13,9 (57)      | 10,6 (51,1)    | 29,2 (84,6)    |
| Средњи минимум, °C (°F)  | 2,2 (36)       | 2,7 (36,9)     | 4,8 (40,6)     | 7,7 (45,9)     | 11,3 (52,3)    | 14,8 (58,6)    | 17,3 (63,1)    | 17,2 (63)      | 14,8 (58,6)    | 10,7 (51,3)    | 6,9 (44,4)     | 4,1 (39,4)     | 2,2 (36)       |
| [ тражи се извор ]       |                |                |                |                |                |                |                |                |                |                |                |                |                |

## Становништво
Према резултатима пописа становништва 2011. у општини је живело 28.609 становника.
| 1931.  | 1936.  | 1951.  | 1961.  | 1971.  | 1981.  | 1991.  | 2001.  | 2011.  |
| ------ | ------ | ------ | ------ | ------ | ------ | ------ | ------ | ------ |
| 18.039 | 18.616 | 20.459 | 21.127 | 20.132 | 22.809 | 25.038 | 27.068 | 28.609 |

Град Алатри данас има око 29.000 становника, махом Италијана. Током протеклих деценија град је имао пад становништва.

## Партнерски градови
- Alife
- Пјетрелчина (Беневенто)
- Клисон
- Saint-Lumine-de-Clisson
- Жетиње
- Dirfys
- Ness Ziona
- Горж
- Перуђа

## Галерија
- Алатри зими
- Велика врата старог града
- Богородичина црква
- Стари замак Готифредо